# Canton de Perpignan-8
Le canton de Perpignan-8 est une division administrative française, située dans le département des Pyrénées-Orientales et la région Languedoc-Roussillon.

## Composition
Le canton de Perpignan-8 groupe 1 commune :
| Communes                                             | Population (2012) | Code postal | Code Insee |
| ---------------------------------------------------- | ----------------- | ----------- | ---------- |
| Perpignan (chef-lieu du canton), fraction de commune | 12 929            | 66000       | 66136      |

### Quartiers de Perpignan inclus dans le canton
- Gare
- Saint-Assiscle
- Parc Ducup
- Route de Prades
- Saint-Charles

## Histoire
| Période                                  | Période | Identité           | Étiquette    | Qualité |
| ---------------------------------------- | ------- | ------------------ | ------------ | --- |
| 1982                                     | 1988    | Daniel Gineste     | PS           | Premier secrétaire fédéral du PS |
| 1988                                     | 2001    | André Comaills     | RPR          | Chef d'entreprise à Perpignan |
| 2001                                     | 2008    | Jean Maydat        | UDF puis UMP | . |
| 2008                                     | 2015    | Hermeline Malherbe | PS puis DVG  | Ingénieure Conseillère régionale Présidente du conseil général depuis le 21 novembre 2010 Sénatrice (2014-2017) Elue en 2015 dans le Canton de Perpignan-6 . |
| Les données manquantes sont à compléter. |         |                    |              | |

### Création du canton
- Le canton de Perpignan-VIII a été créé en 1982 (décret n° 82-84 du 25 janvier 1982). Il est issu de la division du canton de Perpignan-V en trois nouveaux cantons. Il comprenait la partie du territoire de la ville de Perpignan déterminée, à l'ouest par la limite communale de Perpignan, au nord par la Têt, à l'est par les axes ci-après : rue de la Rivière, avenue de Grande-Bretagne, cours Lazare-Escarguel, au sud par la rivière Basse.
- Il a été renommé "Perpignan-8" au lieu de "Perpignan-VIII" lors du redécoupage des cantons de l'agglomération de Perpignan en 1985 (décret n° 85-149 du 31 janvier 1985).

### Historique des élections

#### Élection de 2008
Les élections cantonales de 2008 ont eu lieu les dimanches 9 et 16 mars 2008. 
Abstention : 46,99 % au premier tour, 41,21 % au second tour.
| Candidat                   | Parti | %       | Voix |
| -------------------------- | ----- | ------- | ---- |
| Hermeline Malherbe-Laurent | PS    | 52,86 % | 2362 |
| Jean Maydat                | UMP   | 47,14 % | 2106 |

## Démographie
| 1982 | 1990   | 1999   | 2006   | 2011   | 2012   |
| ---- | ------ | ------ | ------ | ------ | ------ |
| -    | 12 496 | 12 108 | 12 649 | 12 929 | 13 589 |